# 1076년

## 연호
- 북송(北宋) 희녕(熙寧) 9년
- 요(遼) 대강(大康) 2년
- 일본(日本) 조호(承保) 3년
- 서하(西夏) 대안(大安) 2년
- 리 왕조(李朝) 타이닌(太寧) 5년 / 아인부찌에우탕(英武昭勝) 원년

## 기년
- 고려(高麗) 문종(文宗) 30년
- 북송(北宋) 신종(神宗) 9년
- 요(遼) 도종(道宗) 22년
- 서하(西夏) 혜종(惠宗) 10년
- 리 왕조(李朝) 인종(仁宗) 5년

## 사망
- 3월 21일 - 로베르 1세